# Chirivella
Chirivella (oficialmente en valenciano: Xirivella) es un municipio de la Comunidad Valenciana, España. Pertenece a la provincia de Valencia y se ubica en el área metropolitana de Valencia, en la comarca de la Huerta Sur. Contaba con 30 326 habitantes (INE 2022).

## Toponimia
Probablemente el topónimo Xirivella deriva del latín Silvella, 'pequeño bosque' transmitido a través del árabe.

## Símbolos
El escudo oficial de Chirivella fue aprobado por pleno del ayuntamiento, en sesión celebrada el 21 de diciembre de 1979 y publicada en el BOP de Valencia número 23, de 28 de enero de 1980. Su descripción es la siguiente:

Armas de la casa real de la Corona de Aragón, escudo coronado de cuatro palos de gules sobre campo dorado.

## Geografía
Chirivella se localiza sobre el fértil terreno de la Huerta de Valencia, concretamente en el terreno llano de la Plana de Cuart, al oeste de Valencia. Al oeste discurre el barranco de Chiva y al este el nuevo cauce del río Turia. Este último se construyó en el marco del Plan Sur a raíz de la riada de 1957 y divide Chirivella en dos partes: en la margen derecha quedan el núcleo histórico y los barrios modernos, y en la margen izquierda el barrio de la Luz.
El clima es clima mediterráneo.
|                         | Norte: Mislata y Cuart de Poblet |                |
| Oeste: Aldaya y Alacuás |                                  | Este: Valencia |
|                         | Sur: Picaña                      |                |

## Historia
El término de Chirivella estuvo poblado ya en época romana. Se han hallado en el término restos de canalizaciones de aguas y de calzadas que datan de esta época. Se conservan además unas basas de columnas en el Polideportivo municipal.
En un libro publicado en 2014 por los historiadores Juan José Gordón y Carlos Soria recoge la Historia medieval del municipio. Bajo dominio musulmán, Chirivella pasó a ser una población de base agrícola. Se introdujo entonces la plantación de morera para la cría del gusano de seda y se mejoró el sistema de regadío de origen romano con acequias como la de Benáger y la de Faitanar. Además, recientes investigaciones llevadas a cabo por J. J. Gordón y C. Soria, publicadas en 2014, señalan que se levantó una torre de vigilancia en tapial. Todavía se conservan elementos arquitectónicos como los arcos de medio punto y de herradura de la calle del Forn o de La Closa.
Durante la conquista de Jaime I de Aragón, Chirivella fue donada a la Orden de Calatrava, que situó su sede en la desaparecida Alquería castillo, actualmente polígono industrial. En 1325 Ramón Muntaner comenzó aquí una de las cuatro grandes Crónicas sobre los hechos de la Corona de Aragón, obra clave de la literatura medieval universal. Finalmente, la orden cedió los derechos que tenía sobre Chirivella a la familia Boil, primero de manera temporal y, más tarde, perpetua. El último en ostentar el señorío fue el marqués de Dos Aguas. En el Diccionario de Madoz (1845-1850) aparece la siguiente descripción, con interesante información sobre Chirivella y su término en el siglo XIX:

L[ugar] con ayunt[amiento] en la prov[incia] [...] de Valencia (1/2 de leg[ua]) [...] Sit[uado] en la hermosa huerta de Valencia hácia el O. entre el r[ío] Turia y el barranco de Chiva [...] Tiene 220 casas, incluida la del ayunt[amiento] que es pequeña, cárcel reducida, escuela de niños á la que concurren 50, [...] está planteándose otra de niñas [...]; igl[esia] parr[oquial] (Ntra. Sra. de la Salud) [...] y una ermita á la salida del pueblo por el lado NO., donde se halló la imágen de la Virgen de la Salud que se venera en la parr[oquia], simulacro de mucha devocion, pues concurren de todo el contorno el día 8 de septiembre, que es su fiesta principal. Los vec[inos] se surten de las aguas el Turia, que son de buena calidad. [...] En su rádio se encuentran sobre 40 barracas y alq[uerías] deseminadas, habitadas por otras tantas familias. El terreno es sumamente fértil y comprensivo de 900 cahizadas de tierra, huerta pla[n]tada de frondosas moreras y algunos árboles frutales. Los caminos de pueblo á pueblo, carreteros y en buen estado. [...] Prod[ucción]: seda, cáñamo, trigo, maiz, vino, aceite, habichuelas, habas, guisantes, otras legumbres y hortalizas. Ind[ustria]: la agrícola que se halla en un estado muy floreciente, y un molino harinero. Pobl[ación]:238 vec[inos], 1,020 alma[s] [...]
Diccionario de Madoz

### Gota fría de 2024
A finales de octubre de 2024, el municipio sufrió catastróficas inundaciones debido a un temporal de gota fría, que arrasó con carreteras, puentes y viviendas, dejando más de 200 muertos y cientos de damnificados en la provincia de Valencia. Las intensas lluvias desbordaron ríos y sistemas de drenaje, sumergiendo calles enteras bajo el agua y causando estragos en cultivos y propiedades.
Tras la tragedia, el colegio de Registradores publicó un informe en el que se detallan los negocios comerciales afectados. En el caso de Chirivella, 1551 comercios sufrieron las consecuencias de las inundaciones, lo que también condicionó la economía local y los puestos de trabajo. Dicha cantidad supone un 77 % de los espacios comerciales si se le suman las naves industriales deterioradas durante la gota fría.
Como consecuencia de las inundaciones, el Ayuntamiento de Chirivella ha destinado en su presupuesto de 2025 la totalidad de 250 000 euros desde el gobierno local para la recuperación de espacios comerciales. A esto se le debe agregar los 1.4 millones de euros de aportación externa gestionados por el Ayuntamiento para la recuperación de viviendas municipales, la ampliación de atenciones sociales, la creación de un programa psicosocial para situaciones de crisis y la mejora de los servicios de atención social. Por último, una subvención de 1.050.269,09 euros para la contratación de personas desempleadas y una aportación extraordinaria del empresario Amancio Ortega por 3 millones de euros que servirá de ayuda directa para vehículos, viviendas, negocios y personas afectadas por el Expediente de Regulación Temporal de Empleo (ERTE).

## Demografía
Chirivella cuenta con una población de 31 745 habitantes (INE 2024).
| Gráfica de evolución demográfica de Chirivella entre 1842 y 2021                                                    |
| |
| Población de derecho según los censos de población del INE Población de hecho según los censos de población del INE |

En 1510, el pueblo concentraba unas cuarenta familias (poco más de 170 personas), que aumentaron a 69 en 1572, para reducirse a unas sesenta entre 1609 y 1646. No fue hasta 1787 que Chirivella sobrepasó por primera vez el millar de habitantes. El crecimiento ha sido continuo y muy pronunciado desde 1955.

## Urbanismo
El núcleo histórico de Chirivella se distribuye a lo largo del eje que forman las actuales calles de San Antonio y Joaquín Orero, conocido antiguamente como Cap de Baix. Al norte sobre todo de este eje se sitúa el trazado más antiguo, donde se ubican la iglesia parroquial de la Virgen de la Salud y la ermita del mismo nombre.
Es a partir de la década de 1960 que comienza la expansión urbana de Chirivella, estructura por la que continúa siendo la principal arteria, la carretera de Real de Montroy o Camí Nou de Torrent. Al norte de la carretera surgen nuevos barrios como La Paz o San Ramón, poblados por los inmigrantes del éxodo rural. También contribuyó al aumento de la población la construcción del barrio «Monte de Piedad», en el que llegaron a vivir muchas familias de Valencia capital que se quedaron sin vivienda tras la riada del año 1957. Posteriormente se han desarrollado otros barrios como Arte Mayor de la Seda y el antiguo Barrio San José, así como las zonas aledañas a la Avenida de la Constitución.[cita requerida]
Al otro lado del nuevo cauce del Turia se desarrolló a partir de la década de 1980 el barrio de la Luz, colindante con el homónimo barrio de Valencia, y cuyo se debió principalmente a la expansión urbana de la capital.[cita requerida]

## Economía
Un 60 % de los ocupados en 2008 lo estaban en el sector servicios, un 25,5 % en la industria, un 12,2 % en la construcción y solo un 2 % en la agricultura. Había ese mismo año 216 hectáreas cultivadas, de regadío gracias a las acequias de Benáger, Faitanar y Xiyrivella, entre las que predominaban los cultivos herbáceos y hortalizas (150 ha) y los cítricos (60 ha).
Por lo que respectaba a la industria, el suelo delimitado era de unas 88 ha, distribuidas entre los tres polígonos industriales del término: el de la Virgen de la Salud (32 ha) y su ampliación (51 ha), situados en el centro del municipio; el de Vara de Quart (9 ha dentro el término de Xirivella) y el de plaza de España (2 ha), entre la V-30 y la A-3, en el extremo nororiental del municipio. Los principales sectores son la manufactura de productos metálicos, las industrias químicas, la construcción de maquinaria, destacando Talsa en el sector de la industria alimentaria, la industria productora de minerales no metálicos y el papel.
Cabe destacar la presencia en el barrio de la Luz desde 1993 del centro comercial Gran Turia, de 58 200 m².

## Administración y política
| Periodo   | Nombre                        | Partido | Partido                                         |
| --------- | ----------------------------- | ------- | ----------------------------------------------- |
| 1979-1983 | José Vicente Català Pastor    |         | Partit Socialista del País Valencià (PSPV-PSOE) |
| 1983-1987 | Santiago Clariana             |         | Partit Socialista del País Valencià (PSPV-PSOE) |
| 1987-1991 | Juan José Teruel Morales      |         | Partit Socialista del País Valencià (PSPV-PSOE) |
| 1991-2004 | Josep Antoni Santamaria       |         | Partit Socialista del País Valencià (PSPV-PSOE) |
| 2004-2011 | José Carmelo Soriano Martínez |         | Partit Socialista del País Valencià (PSPV-PSOE) |
| 2011-2015 | Enrique Ortí Ferre            |         | Partido Popular (PP)                            |
| 2015-2019 | Michel Montaner Berbel        |         | Partit Socialista del País Valencià (PSPV-PSOE) |
| 2017-2017 | Ricard Barberà Ricart         |         | Compromís                                       |
| 2019-2023 | Michel Montaner Berbel        |         | Partit Socialista del País Valencià (PSPV-PSOE) |
| 2023-act. | Francisca Bartual Bermell     |         | Partido Popular (PP)                            |

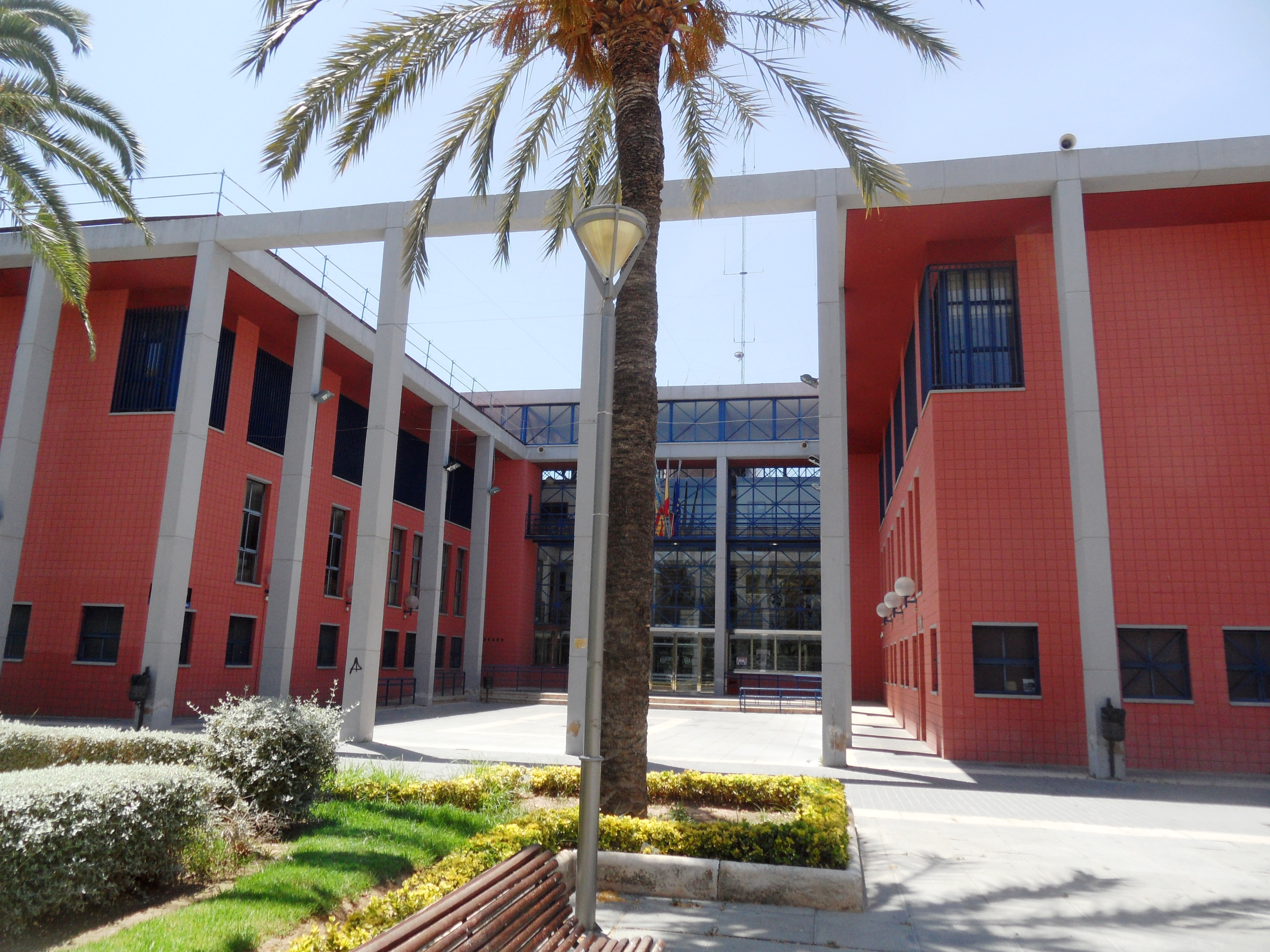
Ayuntamiento de Chirivella

Bastión del socialismo valenciano, Chirivella se sitúa en el llamado cinturón rojo valenciano. Los pueblos de la Huerta Sur han sido gobernados mayoritaria e históricamente por el PSPV-PSOE desde la transición, tendencia que se alteró en las elecciones de 2011, cuando multitud de localidades históricamente socialistas dieron su confianza al PP, con mayoría absoluta en el caso de Chirivella. Hasta el 13 de junio cuando en el pleno de Chirivella fue investido Michel Montaner Berbel como alcalde de Chirivella haciendo así que vuelva a ser un pueblo socialista con el apoyo de Compromís y Si Se Puede. En la legislatura 2015-19 se dio un acontecimiento histórico en la política en el pueblo y es que los candidatos de Compromís y PSPV-Psoe, Ricard Barberà y Michel Montaner compartieron la alcaldía dos años cada uno. Solo aconteció algo parecido cuando Josep Antoni Santamaría i Mateo dejó la alcaldía para ser diputado nacional aunque en ese caso la alcaldía se la cedió a su compañero de partido Josep Soriano Martínez. El candidato popular y exalcalde Enrique Ortí acudió a la Fiscalía denunciando al exalcalde y exteniente de alcalde Josep Soriano (PSPV) y Joan Antoni Pérez (EUPV) porque según él había irregularidades en la gestión del agua y según el popular presunta corrupción.
| Partido político                                | 2023  | 2023  | 2023       | 2019  | 2019  | 2019       | 2015  | 2015  | 2015       | 2011  | 2011  | 2011       | 2007  | 2007  | 2007       |
| Partido político                                | Votos | %     | Concejales | Votos | %     | Concejales | Votos | %     | Concejales | Votos | %     | Concejales | Votos | %     | Concejales |
| Partit Socialista del País Valencià (PSPV-PSOE) | 5244  | 37,08 | 9          | 4558  | 35,27 | 9          | 3990  | 26,62 | 6          | 4383  | 29,44 | 7          | 6155  | 42,50 | 10         |
| Partido Popular (PP)                            | 5102  | 36,07 | 9          | 4011  | 31,04 | 7          | 4837  | 32,27 | 7          | 7409  | 49,76 | 11         | 6033  | 41,66 | 9          |
| Vox                                             | 1362  | 9,63  | 2          | 893   | 5,94  | 1          | —     | —     | —          | —     | —     | —          | —     | —     | —          |
| Compromís                                       | 1059  | 7,48  | 1          | 1444  | 11,17 | 2          | 2463  | 16,43 | 4          | 758   | 5,09  | 1          | —     | —     | —          |
| Podem-Sí Se Puede                               | 495   | 3,50  | 0          | 796   | 6,16  | 1          | 1899  | 12,67 | 3          | —     | —     | —          | —     | —     | —          |
| Ciudadanos (CS)                                 | 373   | 2,63  | 0          | 1304  | 10,09 | 2          | 1023  | 7,30  | 1          | —     | —     | —          | —     | —     | —          |
| Esquerra Unida del País Valencià (EUPV)         | 324   | 2,29  | 0          | 584   | 4,51  | 0          | 1047  | 6,99  | 1          | 1619  | 10,87 | 2          | 1429  | 9,87  | 2          |

## Servicios

### Educación
Cuenta con seis centros de educación primaria, dos de secundaria y uno, concertado, de educación primaria y secundaria.

### Comunicaciones

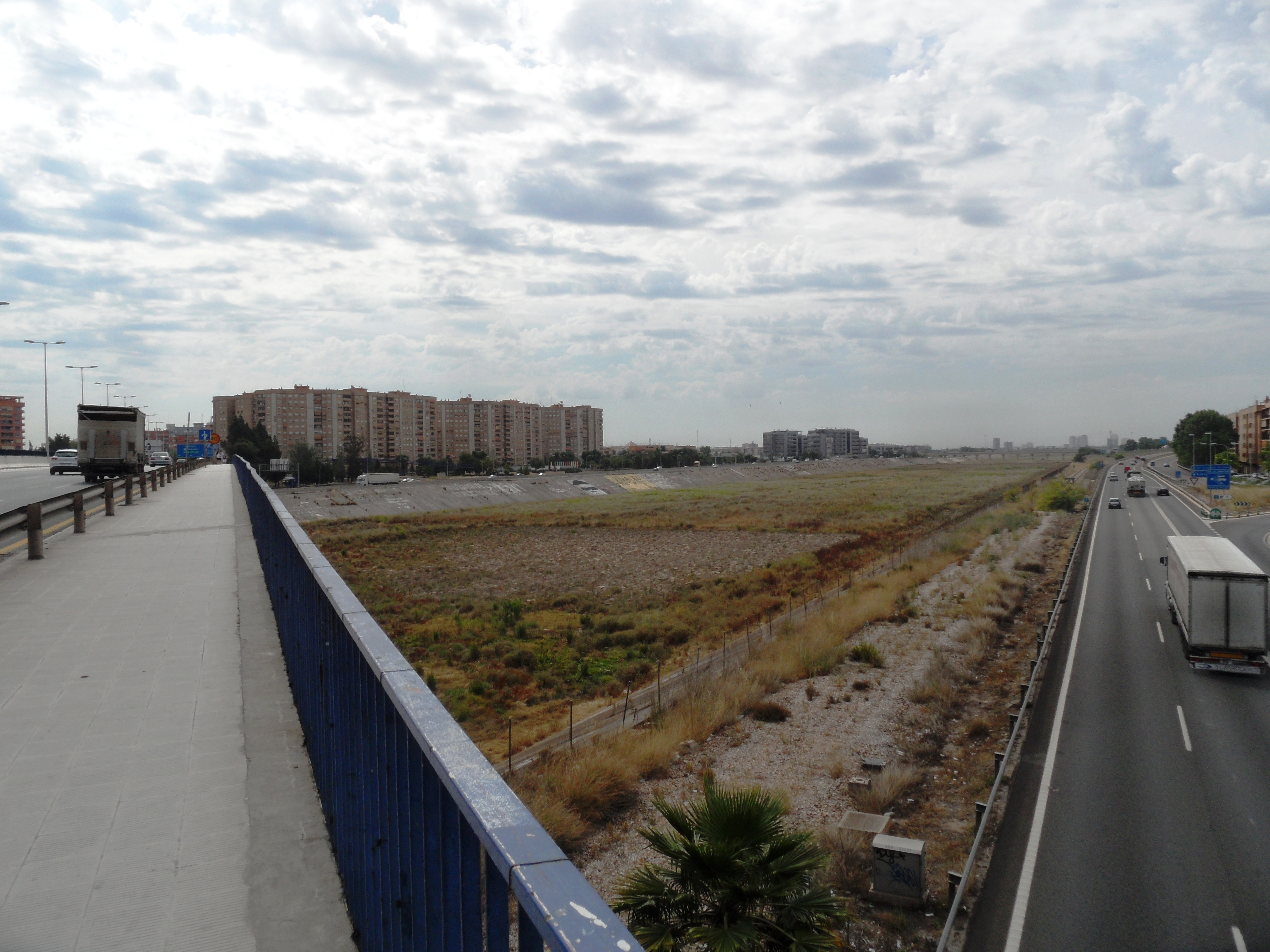
Nuevo cauce del río Turia desde el puente de la A-3. A ambos lados del río discurre la V-30 y al fondo a la izquierda se distingue el barrio de la Luz.

El término municipal de Chirivella está conectado a varias carreteras importantes, como la V-30 (marginal del nuevo cauce del Turia) y la A-3 (autovía Valencia-Madrid).
Respecto al ferrocarril, cuenta con dos estaciones. La primera es la Estación de Chirivella-Alquerías, que cuenta con servicios de cercanías (línea C-3 de RENFE) y que, hasta 2022, también contaba con servicios de media distancia de la ya extinta línea Valencia-Cuenca-Madrid. La segunda es la Estación de Chirivella-El Alter, que hasta 2020 contaba con servicios de cercanías de la extinta línea C-4 y que actualmente se encuentra en estado de abandono.
Finalmente, Chirivella está conectada a varios de los municipios de su entorno por varias líneas de autobús metropolitano (Metrobús), servicios gestionados por la empresa Fernanbus. Las líneas que tienen parada en Chirivella son:
| Línea | Recorrido                                                                                         |
| ----- | ------------------------------------------------------------------------------------------------- |
| 160A  | Valencia - Barrio de la Luz - Chirivella - Aldaya - Barrio del Cristo - C.C. Bonaire              |
| 160B  | Valencia - Barrio de la Luz - Chirivella - Aldaya - Barrio del Cristo                             |
| 161   | Valencia - Barrio de la Luz - Chirivella - Alacuás - Aldaya - Barrio del Cristo - Cuart de Poblet |
| 161N  | Nocturno Valencia – Chirivella – Alacuás – Aldaya                                                 |
| 164   | Chirivella - Cuart de Poblet (Metro Faitanar)                                                     |
| 170A  | Valencia - Barrio de la Luz - Chirivella - Alacuás - Torrente - El Vedat - Cumbres - Calicanto    |
| 170B  | Valencia - Barrio de la Luz - Chirivella - Alacuás - Torrente - El Vedat                          |
| 170C  | Valencia - Barrio de la Luz - Chirivella - Alacuás - Torrente                                     |

## Patrimonio

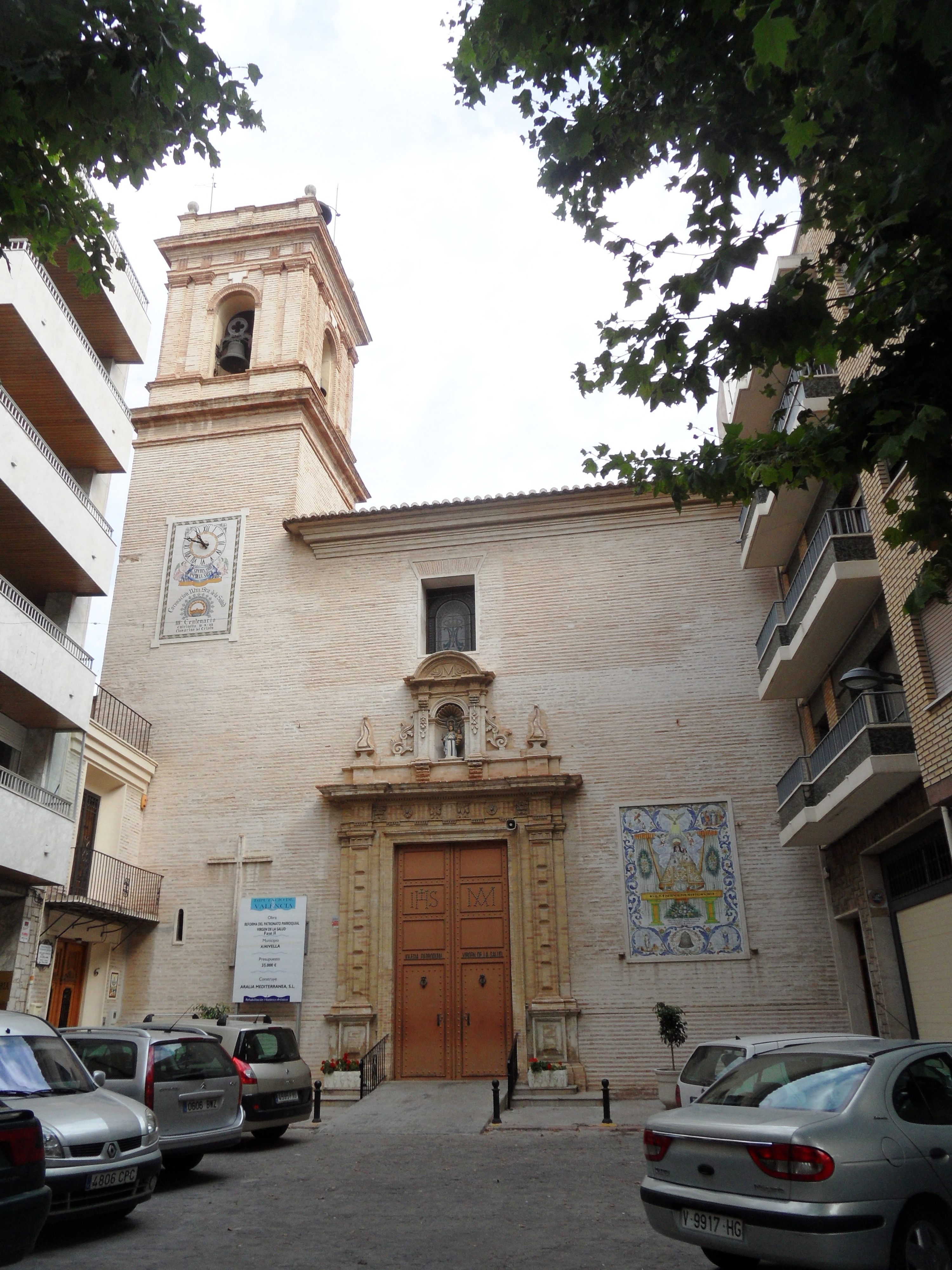
Portada de la iglesia de la Virgen de la Salud

El casco antiguo de la localidad conserva un trazado de origen árabe, con calles estrechas en las que se alzan todavía algunas casonas antiguas.
- Iglesia de la Virgen de la Salud: única parroquia hasta 1953, data de finales del siglo XVII. Presenta cruz latina y se trata de un edificio con una torre campanario y capillas laterales. Conserva decoración de su época de construcción junto a otras obras más recientes.[6] Está declarada bien de relevancia local.[20]
- Ermita de la Virgen de la Salud: está construida en el lugar donde tradicionalmente se ubica el hallazgo de la imagen que da nombre a la ermita.[9] Según la tradición, la hallaron en ese lugar seis alfareros en época de la reconquista: al oír campanas en el pueblo, también las oirían bajo tierra y, tras excavar, descubrieron la imagen de la Virgen bajo una campana. La tradición añade que uno de los alfareros se burló de la devoción de sus compañeros, quedando ciego de inmediato. Puesto que después imploró perdón a la Virgen y recuperó la vista, recibió la imagen la advocación de Virgen de la Salud.[20] Está declarada bien de relevancia local.[20]
- La Closa: edificio del siglo XIV ubicado en el antiguo Cap de Baix y restaurado en la década de 2000.[6]
- Casa del Dau: edificio del siglo XIV donde se pagaban los arriendos a la Orden de Calatrava. Se encuentra restaurado.[6]
- Casa del Diezmo: se trataba de un edificio del siglo XIV, derribado en la década de 2000, que se ubicaba en la plaza de la iglesia y donde se pagaban los diezmos sobre las cosechas.[4]
- Alquería del Castillo: en la plaza del marqués de Llanera se alzaba esta antigua alquería, actualmente derruida,[4] que ocupaba en mismo solar que una villa romana, muchos de cuyos materiales reutilizó.[6]

## Cultura

### Muestra internacional de payasos
Nacida en 1993, la «Muestra internacional de teatro de payasos» (Mostra internacional de teatre de pallasos) es un festival de carácter especializado en la figura del payaso. Ofrece una programación que incluye desde el payaso más clásico al más actual y provocador, del próximo al gesto hasta el payaso del discurso, y programa espectáculos tanto nacionales como internacionales. Ronda los 4000 asistentes por edición, de todo tipo de público. Además, en el marco de las representaciones se programan talleres y cursos específicos, mesas redondas, exposiciones y presentaciones de libros, siempre en torno a la figura del payaso.

### Música
El Círculo Instructivo Musical de Chirivella es la sociedad musical más antigua de la población. Con más de cincuenta años de historia ha sido el referente musical de la localidad y de su banda de música han surgido varios músicos profesionales. En 2014 la banda del CIM consiguió el segundo premio de la Tercera Sección del XXXVIII Certamen Provincial de Bandas de Valencia
En 1991 se fundó la Escuela Coral Andarella, agrupación vocal que ha participado en Encuentros musicales tanto a nivel nacional como a nivel europeo, destacando la participación en las Europeades de Nuoro (Cerdeña 2003), Quimper (Francia 2005), Martigny (Suiza 2008) y Bolzano (Italia 2010).
De entre los músicos ilustres nacidos en la localidad destacan el saxofonista Mariano García, profesor del Conservatorio Superior de Música de Aragón, los trompistas Emilio Climent y Juan Conrado García, miembros de la Orquesta Sinfónica de Castilla y León y de la Orquesta Sinfónica de Barcelona y Nacional de Cataluña respectivamente y el guitarrista Rafael Serrallet.

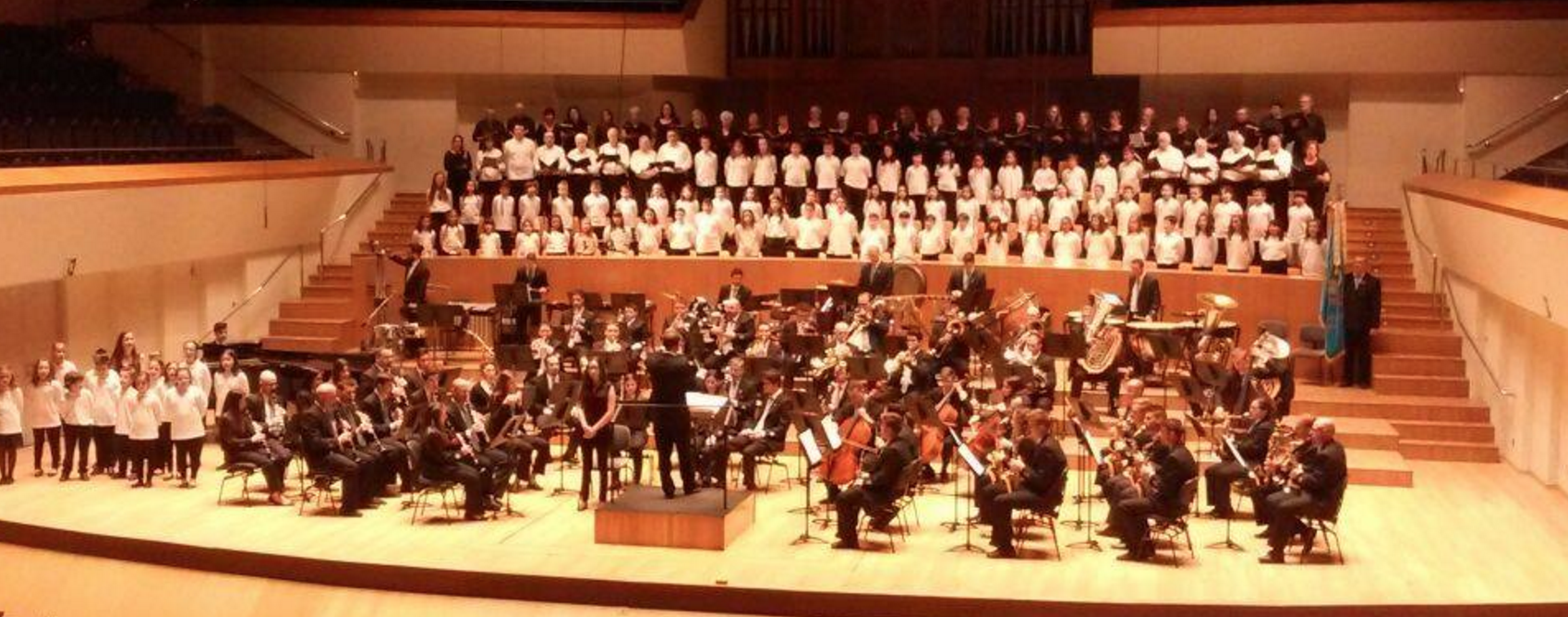
Banda del Círculo Instructivo Musical de Chirivella

### Fiestas
- Fiestas mayores. Celebra sus fiestas patronales en la primera quincena de septiembre a la Virgen de la Salud y al Cristo de la Luz.[6] La noche del día 7 de septiembre se celebra la ''Noche de los Higos''[26] donde la gente cena y disfruta de la fiesta en la calle toda noche.
- Fallas. Al igual que en Valencia y otras localidades valencianas cercanas, celebra la fiesta de las Fallas entre los días 15 y 19 de marzo.
- San Vicente Ferrer.